# 黄颡口镇
黄颡口镇，是中华人民共和国湖北省黃石市阳新县下辖的一个乡镇级行政单位。

## 行政区划
黄颡口镇下辖以下地区：
三洲村、七约村、海口村、军山村、太平村、泵站村、凤凰村、花果村、菖湖村、黄颡口村、营盘村、周堡村、金星村、上严村、程法村、沙港村、尖峰村和水运村。